# Sillval
Sillval (Balaenoptera physalus) är en art i familjen fenvalar. Den är nära släkt med blåvalen och världens näst största djurart.

## Utseende

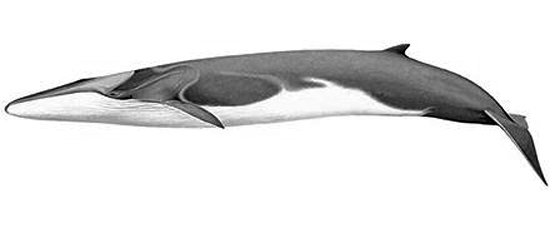
Sillvalens utseende.

Vuxna hannar blir på norra halvklotet 18 till 24 meter och på södra halvklotet 20 till 27 meter långa. Till skillnad mot flera andra valar är honor lite större men väger ungefär lika mycket, 40 till 70 ton. Sillvalar är smalare och lättare än lika långa blåvalar.
Djurens ovansida är blågrå till svartbrun. Buken och fenornas undersida är vit. Kännetecknande för arten är en vit fläck på den högra underkäken. Den cirka 50 cm höga ryggfenan ligger långt bak på kroppen. Det stora huvudet mäter ungefär 1/5 del av hela kroppslängden. Hos sillvalen förekommer två blåshål och från nosens spets till blåshålen sträcker sig en upphöjd kant. Arten har vanligen 350 till 400 barder i munnen.

## Utbredning

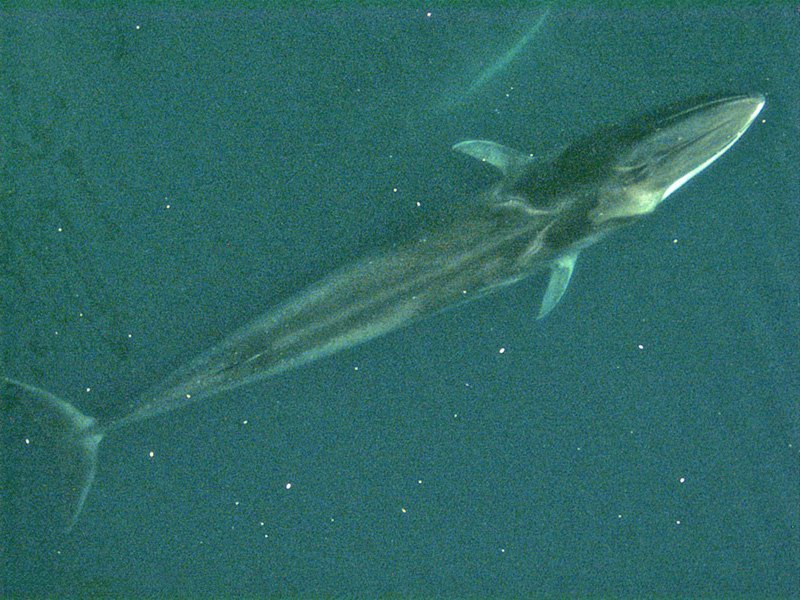
Sillvalen sedd från luften.

Sillvalar finns i alla större världshav, men de undviker kustregioner. De föder sina ungar under vintern och uppsöker därför subtropiska eller tempererade havsregioner. Även parningen sker i samma område. Under sommaren simmar de till havsregioner nära Arktis eller Antarktis. På grund av att årstiderna är olika på norra och södra halvklotet möts de olika populationerna inte vid ekvatorn. En del zoologer anser därför populationerna är två underarter.
Sillvalar förekommer egentligen bara i djupa hav men ibland hamnar de i grunda havsområden som Nordsjön och Östersjön. Dessa djur dör oftast innan de hittar tillbaka.

## Ekologi
Sillvalar lever vanligen i grupper med sex till tio individer. Under vandringar bildas ibland stora grupper med upp till 250 exemplar. De simmar snabbare och dyker djupare än de flesta andra valar i samma storleksklass. Sillvalen når hastigheter upp till 50 km/h (27 knop) och dyker ofta till 200 m under vattenytan eller djupare. Vid dykning stannar arten ungefär femton minuter under vattenytan. Födan består huvudsakligen av krill, andra kräftdjur, bläckfiskar och mindre fiskar som fastnar i valens barder. Typiska kräftdjur som äts kring Antarktis är antarktisk krill (Euphausia superba), Euphausia pacifica, Thysanoessa inermis, Thysanoessa longipes och Thysanoessa spinifera. I norra Stilla havet har sillvalen ofta Thysanoessa inermis och vanlig krill (Meganyctiphanes norvegica) som föda.
En vuxen sillval äter upp till två ton föda per dag. Under vintern äter sillvalen nästan ingenting. Den lever i stället från fettreserverna.
Individerna kommunicerar med läten som har en låg frekvens mellan 16 och 40 Hz.
En hona föder vartannat eller vart tredje år en unge. Dräktigheten varar elva till tolv månader och ungdjuret föds på senhösten när valarna nått sina vinterkvarter. Vid födelsen är ungdjuret ungefär 6 meter långt och har en vikt av 3 500 kg. Ungdjuret får di i sju till elva månader tills det nått en längd av tio till tolv meter. Sillvalar blir könsmogna när de är fem till femton år gamla.
De kan bli mer än hundra år gamla men de flesta lever ungefär 75 år. Unga sillvalar faller ibland offer för späckhuggare.

## Status och hot

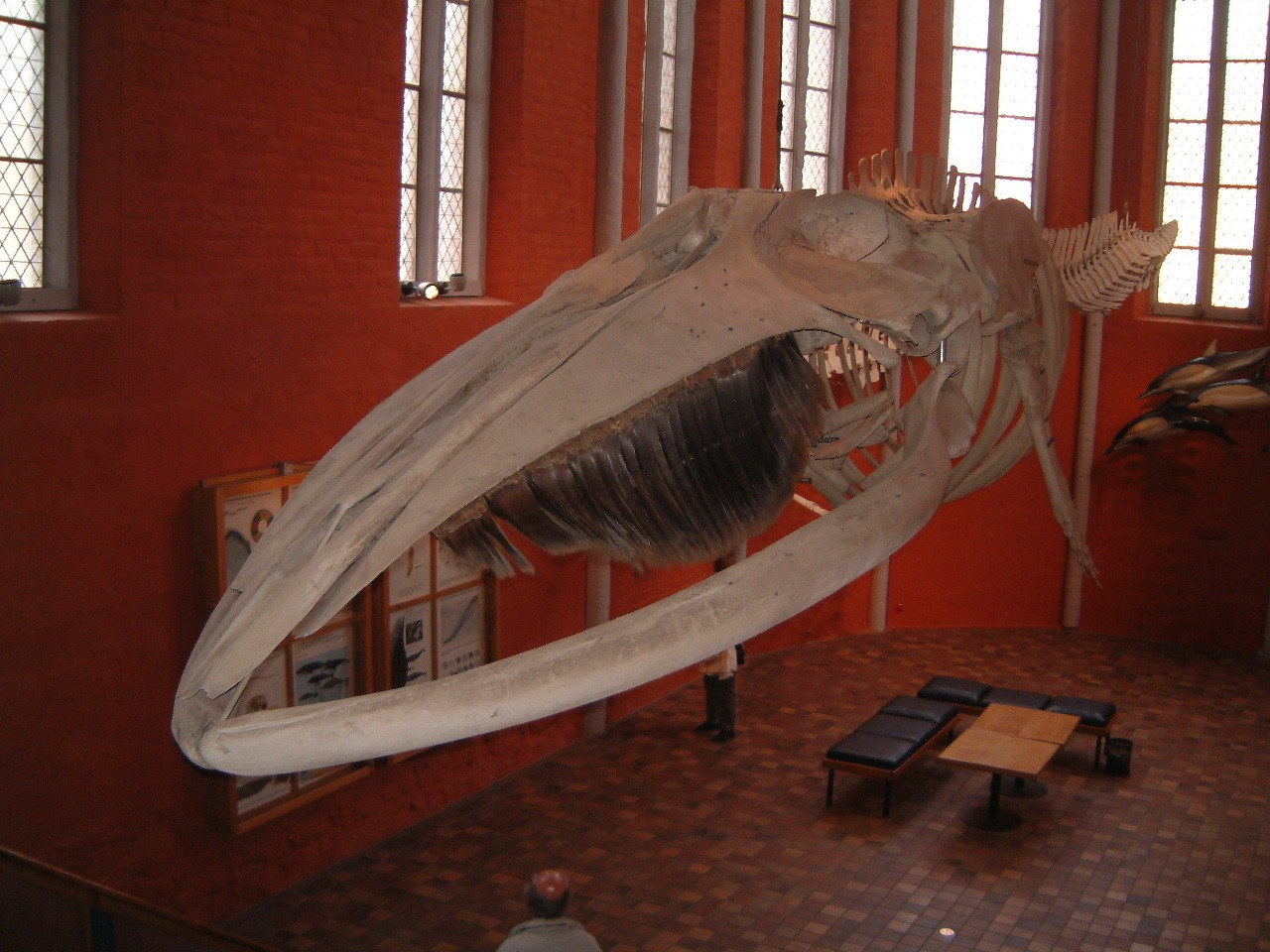
Skelett av en sillval på museum i Stralsund.

På grund av djurets hastighet hade människan i början svårt att jaga sillval. Först i slutet av 1800-talet uppkom användbara fångstekniker och det var först efter att blåvalen kraftigt hade decimerats som man övergick till jakt på sillval. I norra Atlanten var det främst Norge, Island, Färöarna och Storbritannien som jagade sillval. Mellan 1900 och 1999 dödades uppskattningsvis 874 000 sillvalar, varav 313 920 av norska valfångare. Valfångsten pågick fram till 1966 med liknande omfattning, då ett kommersiellt fångstförbud infördes, men jakten fortsatte men inte lika intensivt. På 1970-talet uppskattades den globala populationen till bara 25 000 individer. År 1982 bestämde International Whaling Commission att helt stoppa jakten på sillvalar tills beståndet återhämtat sig, men länder som Island och Japan fortsatte trots detta viss jakt. År 2018 uppskattades den globala populationen ha ökat till 100 000 adulta individer, vilket innebär ungefär 145 000 individer totalt. Av dessa finns 70 000 i Nordatlanten, 50 000 i norra Stilla havet och 25 000 på södra halvklotet. Utifrån antalet individer, dess stora utbredningsområde och utvecklingstrend så kategoriseras idag sillvalen som sårbar (VU) av IUCN, främst på grund av att antalet adulta individer inte ökar.